# Black Rod

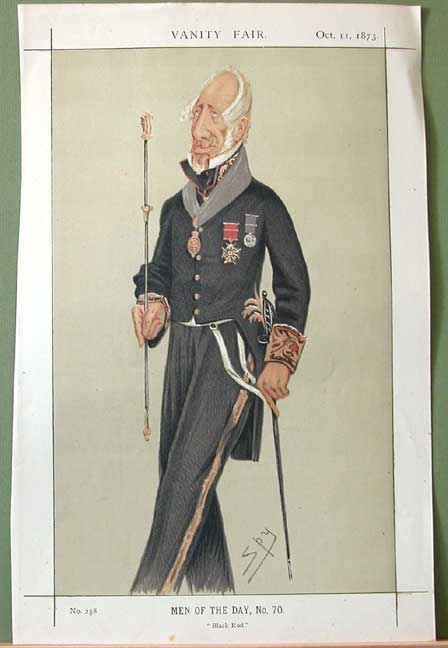
Caricatura da Vanity Fair dell'ammiraglio Sir Augustus W.J. Clifford, I baronetto, nelle vesti di Black Rod.

L'Usher of the Black Rod, generalmente abbreviato in Black Rod, è un funzionario del parlamento britannico e in molti paesi del Commonwealth. La posizione ha origine nella Camera dei Lords del Parlamento del Regno Unito.

## Origine
L'incarico venne creato nel 1350 con lettera patente, anche se l'attuale uso del titolo è datato al 1522. La posizione venne adottata anche dai parlamenti di altri stati membri del Commonwealth con l'adozione del sistema Westminster. Il titolo è riservato a un ufficiale dello staff e trae origine da un oggetto che egli porta ritualmente, un'asta nera sormontata da un leone d'oro.

## Black Rod nel Regno Unito

### Nomina
Black Rod è solitamente nominato dalla Corona sulla base delle selezioni curate dal Clerk of the Parliaments, al quale egli farà poi rapporto. Prima del 2002 l'incarico era destinato unicamente agli alti ufficiali in pensione provenienti dal British Army, dalla Royal Navy e dalla Royal Air Force. Oggi esso è aperto a tutti gli ufficiali. Il Black Rod è un ufficiale dell'Ordine della Giarrettiera e solitamente ottiene il titolo di knight bachelor se non lo è già al momento della nomina.
Se l'incarico è conferito a un uomo, il titolo completo è Gentleman Usher of the Black Rod, mentre se è donna diviene Lady Usher of the Black Rod. Il suo vice viene definito Yeoman Usher of the Black Rod.

### Incarichi ufficiali
Il Black Rod è responsabile, come rappresentante dell'Administration and Works Committee, del mantenimento delle strutture, dei servizi e della sicurezza al Palazzo di Westminster. Tra gli incarichi ufficiali del Black Rod spicca inoltre la responsabilità di usciere e portiere agli incontri dell'Ordine della Giarrettiera, attendente personale del Sovrano alla Camera dei Lord, segretario del Lord Great Chamberlain e Sergente d'Armi e Guardiano delle Porte della Camera, incaricato dell'ammissione delle persone estranee alla Camera dei Lords. Se il Black Rod o il suo vice, lo Yeoman Usher, sono richiesti a presenziare quando la Camera dei Lord è riunita in sessione, essi hanno il ruolo di introdurre tutti i nuovi Lord Temporal nella Camera (ma non i vescovi, definiti Lord Spiritual). Il Black Rod ha inoltre il compito di arrestare come pubblico ufficiale i Lord colpevoli di offesa o violazione dei privilegi, così come di coloro che creino disordini o disturbo ai procedimenti nella camera. Il suo equivalente nella Camera dei Comuni è il Sergeant-at-arms.

### Incarichi cerimoniali

#### La mazza
Il Black Rod è in teoria responsabile del trasporto delle mazze fuori e dentro dalla camera per conto dello Speaker of the House of Lords (il Lord Chancellor, oggi Lord Speaker), anche se tale ruolo è solitamente delegato allo Yeoman Usher nelle sue funzioni di Deputy Serjeant-at-Arms. L'attuale mazza utilizzata è stata creata nel 1876.

#### Apertura di Stato del Parlamento
Il Black Rod è noto soprattutto per il suo ruolo nella cerimonia dello State Opening of Parliament e del Throne speech, che avviene dinnanzi alle camere riunite. Prima che la seduta abbia inizio, i parlamentari dei due rami si sistemano nelle rispettive aule; quando il sovrano ha raggiunto la Camera dei Lord, il Black Rod deve invitare i membri della Camera dei Comuni (alla quale il monarca non può accedere, tradizione che trae origine dal tentativo di re Carlo I di far arrestare cinque parlamentari nel 1642, azione questa che tra le altre portò poi allo scoppio della guerra civile inglese) a raggiungere i Pari in seduta comune.
Il rituale prevede quindi che il Black Rod, una volta ricevuto il segnale dal Lord Gran Ciambellano, si avvii verso la Camera dei Comuni per fare la sua convocazione: la porta dell'aula gli viene quindi sbattuta in faccia, per sottolineare l'indipendenza della Camera dei Comuni dal sovrano. Il Black Rod dunque bussa alla porta tre volte con la sua mazza e viene quindi ammesso nella camera per completare la sua convocazione e condurre i membri della camera bassa al cospetto del sovrano.

### Elenco dei Black Rods in Inghilterra, Gran Bretagna e Regno Unito dal 1361
- c.1361–1387: Walter Whitehorse
- 1387–1399: John Cray
- 1399–1410: Thomas Sy
- 1410–1413: John Sheffield
- 1413–1415: John Athelbrigg
- 1415–1418: William Hargroave
- 1418–1423: John Clifford
- 1423–1428: John Carsons
- 1428–1459: William Pope con
  - 1438–1459: Robert Manfield
- 1459–1461: John Penycok
- 1461–1471: vacante?
- 1471–1485: William Evington con
  - 1483–1485: Edward Hardgill
- 1485–1489: Robert Marleton
- 1489–1513: Ralph Assheton con
  - 1495–1513: Hugh Dennys
- 1513–1526: Sir William Compton
- 1526–1536: Sir Henry Norreys
- 1536–1543: Anthony Knyvett
- 1543–1554: Sir Philip Hoby
- 1554–1565: John Norreys con
  - 1554–1591: Sir William Norreys
- 1591–1593: Anthony Wingfield
- 1593–1598: Simon Bowyer
- 1598–1620: Richard Coningsby con
  - 1605–1620: George Pollard
- 1620–1642: James Maxwell
- 1642–1661: James Maxwell e Alexander Thayne (parlamentari)
- 1645–1661: Peter Newton (realisti)
- 1661–1671: Sir John Ayton
- 1671–1683: Sir Edward Carteret
- 1683–1694: Sir Thomas Duppa
- 1694–25 agosto 1698: Sir Fleetwood Sheppard
- 5 dicembre 1698–1º giugno 1710: ammiraglio Sir David Mitchell
- 1710–1718: Sir William Oldes
- 1718–1727: Sir William Saunderson, I baronetto
- 1727–1747: Sir Charles Dalton
- 1747–1760: Sir Henry Bellenden
- 1760 – 6 settembre 1765: Sir Septimus Robinson
- 1765 – 1812: Sir Francis Molyneux, VII baronetto
- 1812 – 25 July 1832: Sir Thomas Tyrwhitt
- 25 luglio 1832 – 8 febbraio 1877: ammiraglio Sir Augustus Clifford
- 3 maggio 1877 – 23 giugno 1883: generale Sir William Knollys
- 24 luglio 1883 – 7 ottobre 1895: ammiraglio Sir James Drummond
- 11 febbraio 1896 – 23 luglio 1904: tenente generale Sir Michael Biddulph
- agosto 1904 – 16 dicembre 1919: ammiraglio Sir Henry Stephenson
- gennaio 1920 – 14 maggio 1941: tenente generale Sir William Pulteney
- ottobre 1941 – 15 agosto 1944: Air Chief Marshal Sir William Mitchell
- gennaio 1945 – 18 gennaio 1949: vice ammiraglio Sir Geoffrey Blake
- 18 gennaio 1949 – 18 giugno 1963: tenente generale Sir Brian Horrocks
- 18 giugno 1963 – ottobre 1970: Air Chief Marshal Sir George Mills
- ottobre 1970 – 18 gennaio 1978: ammiraglio Sir Frank Twiss
- 18 gennaio 1978 – gennaio 1985: tenente generale Sir David House
- gennaio 1985 – gennaio 1992: Air Chief Marshal Sir John Gingell
- gennaio 1992 – 8 maggio 1995: ammiraglio Sir Richard Thomas
- 9 maggio 1995 – 8 maggio 2001: generale Sir Edward Jones
- 9 maggio 2001 – 30 aprile 2009: tenente generale Sir Michael Willcocks
- 30 aprile 2009 – 28 ottobre 2010: tenente generale Sir Freddie Viggers
- 1º febbraio 2011 – 13 febbraio 2018: tenente generale David Leakey[1]
- 13 febbraio 2018 - 8 luglio 2025: Sarah Clarke
- 8 luglio 2025 - in carica: generale Edward Grant Martin Davis

## Gentlemen Ushers of the Black Rod in Irlanda
Prima dell'Act of Union del 1800, che unì il Regno d'Irlanda al Regno di Gran Bretagna per formare il Regno Unito di Gran Bretagna e Irlanda, vi era un Black Rod nella Camera dei Lords irlandese. Il Regno Unito di Gran Bretagna e Irlanda cessò di esistere nel dicembre del 1922 con la costituzione della Repubblica d'Irlanda.
- 1707 Andrew Fountaine
- c.1708–1709 Thomas Ellys[2]
- 1711–? Brinsley Butler, I Visconte Lanesborough (m. 1735)[3]
- 1745–? Robert Langrishe[4]
- 1745–1747 Solomon Dayrolles
- 1747–? William FitzWilliam[5]
- 1761–1763 George Montagu[6]
- 1763–1765 Sir Archibald Edmonstone[7]
- 1787–1789 Scrope Morland[8]
- 1780–? Sir John Lees
- 1793–? Sir Willoughby Ashton[9]
- William James

Il Senato dell'Irlanda del Nord ebbe un proprio Black Rod nel corso della sua esistenza.

## Altri uscieri del Regno Unito
Prima dell'Acts of Union 1707 che unì il Regno d'Inghilterra al Regno di Scozia coi rispettivi parlamenti, vi era un Heritable Usher of the White Rod che deteneva un ruolo simile al Black Rod, però nel parlamento scozzese. L'incarico è a tutt'oggi detenuto da John Armes, Lord Bishop of Edinburgh, ma il ruolo non ha incarichi ufficiali.
I gentleman ushers esistevano anche presso gli ordini cavallereschi nazionali, identificati con colori differenti a seconda del colore dei nastri degli ordini:
- Il Gentleman Usher of the Black Rod -- Ordine della Giarrettiera
- Il Gentleman Usher of the Green Rod -- Ordine del Cardo
- Il Gentleman Usher of the Scarlet Rod -- Ordine del Bagno
- Il Gentleman Usher of the Blue Rod -- Ordine di San Michele e San Giorgio
- Il Gentleman Usher of the Purple Rod -- Ordine dell'Impero Britannico

## Black Rod in altri paesi del Commonwealth
Come nel Regno Unito, il Black Rod è responsabile delle medesime funzioni anche in altri paesi del Commonwealth.

### Canada
Vedi Usher of the Black Rod of the Senate of Canada

### Australia
Il Senato australiano ha incaricato Brien Hallett come Usher of the Black Rod e John Baczynski come Deputy Usher of the Black Rod. Uno dei due è presente all'introduzione di tutti i senatori.

### Nuova Zelanda
In Nuova Zelanda, dove il Legislative Council è stato abolito nel 1951, l'Usher of the Black Rod continua il suo ruolo di introdurre i parlamentari nella camera per il Throne Speech. La posizione ad ogni modo è discontinua, il colonnello William Bill Nathan fu Usher of the Black Rod dal 1993 al 2005; la carica in seguito è stata ricoperta da David Baguley.

## Controparti in altri paesi

### Stati Uniti
Negli Stati Uniti, il Sergeant at Arms of the United States Senate ricopre il medesimo incarico del Black Rod presso il Senato degli Stati Uniti, preoccupandosi inoltre di segnare i senatori assenti. Con l'Architect of the Capitol e il Sergeant at Arms of the House of Representatives, egli presta servizio nel Capitol Police Board, reparto responsabile per la sicurezza delle strutture del congresso. Il Sergeant at Arms of the Senate ha il potere di arrestare qualsiasi persona violi le regole del senato (incluso il Presidente degli Stati Uniti). L'attuale titolare della carica è Terrance W. Gainer.